# جناح ۵۲ شکاری (لوفت‌وافه)
جناح ۵۲ شکاری (به آلمانی: Jagdgeschwader 52 - JG 52) یکی از جناح‌های شکاری لوفت‌وافه در جریان جنگ جهانی دوم بود که در سال ۱۹۳۸ ایجاد شد و عموماً در جبهه شرقی به نبرد پرداخت. جناح ۵۲ شکاری با استفاده صرف از جنگنده‌های ب‌اف ۱۰۹، با حصول بیش از ۱۰ هزار پیروزی هوایی موفق‌ترین جناح شکاری لوفت‌وافه در طول جنگ بود. به جهت تقدیر از این موفقیت‌ها، مجموعاً ۵۵ تن از خلبانان این جناح مفتخر به دریافت نشان صلیب شوالیه صلیب آهنین شدند. اریش هارتمان، گرهارت بارکهورن و گونتر رال، سه خلبان تک‌خال برتر تاریخ هوانوردی در این یگان به خدمت پرداختند. جناح ۵۲ شکاری تنها جناح لوفت‌وافه بود که دو تن از اعضای آن، یعنی هرمان گراف و اریش هارتمان، نشان صلیب شوالیه صلیب آهنین با برگ‌های بلوط، شمشیرها و الماس‌ها، عالی‌ترین نشان افتخار نظامی در رایش سوم را دریافت نمودند.

## تشکیل و استقرار

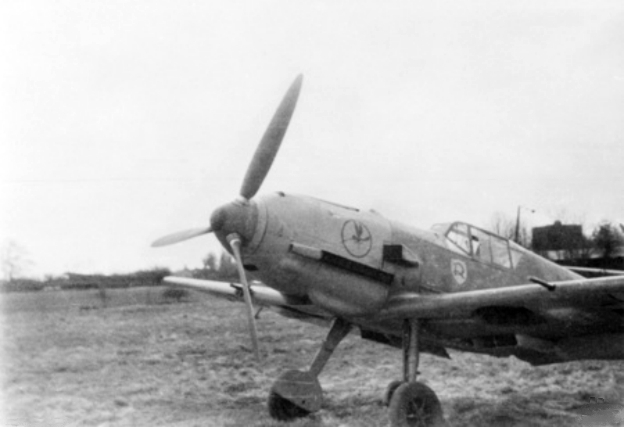
هواگرد ب‌اف ۱۰۹ایی

روز ۱ ماه نوامبر سال ۱۹۳۸ یک گروه جنگنده به فرماندهی سروان دیتریش فون پفایل اونت کلاین-الگوت با سه اسکادران در پایگاه هوایی اینگولشتات-مانشینگ در ۶۰ کیلومتری شمال مونشن تشکیل شد. ماه دسامبر توان تجهیزاتی این گروه با دریافت ۳۷ جنگنده‌های تک‌موتوره ب‌اف ۱۰۹دی-۱ تکمیل گردید اما با توجه به کمبود نیروی انسانی در لوفت‌وافه، تعداد خلبانان آن همچنان اندک بود. شمار خلبانان گروه تا پایان سال ۱۹۳۸ تنها به ۱۰ تن رسید. تکمیل توان انسانی یگان تا ماه مارس سال ۱۹۳۹ به طول انجامید. هواگرد جدید ب‌اف ۱۰۹ایی نیز همین هنگام به این گروه تعلق گرفت. با توجه به رشد سریع لوفت‌وافه و کمبود تأسیسات، از اواخر این ماه یگان به پایگاه هوایی ببلینگن در جنوب غربی اشتوتگارت منتقل شد. این پایگاه در این زمان همچنان مورد استفاده پروازهای غیرنظامی بود. در جریان باز سازمان‌دهی یگان‌های لوفت‌وافه، روز ۱ مه سال ۱۹۳۹ این یگان به گروه ۱ جناح ۵۲ شکاری تغییر عنوان داد. ماه ژوئن گروه دستور به انتقال به پایگاه هوایی کوچک ونگرور در شمال رود موزل گرفت. با توجه به کمبود یگان‌های پشتیبانی، ادوات یگان با تعداد زیادی خودرو و کامیون غیرنظامی به پایگاه جدید منتقل گردید. آخرین جابه‌جایی گروه پیش از آغاز جنگ به جزیره وانگروگه در ساحل شمالی ویلهلمس‌هافن صورت پذیرفت. گروه تابستان سال ۱۹۳۹ را صرف دوره‌های آموزشی متعدد از جمله رزم هوایی کرد.

## سازمان و ساختار
ستاد
ایجاد ستاد جناح ۵۲ شکاری برای هفته سوم ماه اوت سال ۱۹۳۹ در ببلینگن برنامه‌ریزی شده بود. با این حال با درگرفتن جنگ جهانی دوم این مسئله موقتاً به تعویق افتاد. در نهایت ستاد جناح ۵۲ شکاری به فرماندهی سرگرد هوبرت مرهارت فون برِنِگ هفته نخست ماه اکتبر تشکیل گردید.
گروه ۱

نشان گروه ۱

با تشکیل در ماه نوامبر سال ۱۹۳۸ نخستین گروه از چهارمین جناح شکاری ناوگان سوم هوایی به حساب می‌آمد. در ابتدا با هواگردهای ب‌اف ۱۰۹دی و ایی تجهیز شده بود. ماه مه سال ۱۹۳۹ به گروه ۱ جناح ۵۲ شکاری تغییر عنوان داد. به هر صورت تا ماه نوامبر سال ۱۹۳۹ تحت امر ستاد جناح‌های ۲۶ و ۷۷ شکاری از ناوگان دوم هوایی قرار داشت. تا این که با منتقل شدن به لاخن-اشپایردورف، تحت فرماندهی جناح مادر خود در ناوگان سوم هوایی قرار گرفت.
گروه ۲

نشان گروه ۲

ایجاد آن همانند ستاد جناح، برای هفته سوم ماه اوت سال ۱۹۳۹ برنامه‌ریزی شده بود اما در نهایت هفته نخست ماه اکتبر با دو اسکادران ۱ جناح ۷۱ شکاری و ۱۱ جناح ۷۲ شکاری، با عنوان‌های جدید اسکادران ۴ و ۵، تشکیل گردید. ایجاد اسکادران ۶ جناح موجب گشت این گروه به توان کامل خود برسد. با توجه به این که فرماندهان دو اسکادران ۴ و ۵ گروه ۲ به شکل تصادفی به ترتیب ستوان یکم هاینتس شومان و ستوان یکم آگوست-ویلهلم شومان بودند، این گروه به صورت غیررسمی «گروه شکاری شومان» نامیده می‌شد. گروه ۲ در ابتدا مجهز به هواگردهای دوباله منسوخ آرادو آر ۶۸اف بود تا این که ۹ فروند ب‌اف ۱۰۹دی-۱ از ذخیره گروه ۱ دریافت نمود.
گروه ۳

نشان گروه ۳

با بخشی از توان دو گروه دیگر روز ۱ مارس سال ۱۹۴۰ در اشتراوسبرگ در ۳۰ کیلومتری شرق برلین تشکیل گردید. این گروه روز ۶ آوریل به مانهایم-زانتهوفن در غرب تحت هدایت جناح ۵۳ شکاری منتقل شد. این گروه با انتقال به رومانی در ماه‌های اکتبر و نوامبر سال ۱۹۴۱ به گروه ۱ جناح ۲۸ شکاری تغییر عنوان داد و موقتاً از جناح ۵۲ شکاری منفک گردید. به هر صورت، با وجود برنامه‌ای برای تشکیل یک گروه ۳ دیگر برای جناح ۵۲ شکاری، روز ۴ ژانویه سال ۱۹۴۲ عنوان پیشین مجدداً به این گروه بازگردانده شد.
اسکادران متمم
اسکادران متمم (ergänzungstaffel) روز ۶ اکتبر سال ۱۹۴۰ در کلفلت ایجاد شد. وظیفه این یگان آموزش خلبانان جدید برای جناح بود.
اسکادران ۱۳
اسکادران ۱۳ (به اسلواکی: Letka 13) روز ۳۱ ژانویه سال ۱۹۴۰ در نیروی هوایی اسلواکی رسماً ایجاد شد. این اسکادران مجهز به هواگردهای دوباله منسوخ آویا ب-۵۳۴ بود. این یگان به همراه سایر نیروی‌های اعزامی اسلواک، ماه ژوئیه سال ۱۹۴۱ به جبهه شرقی فرستاده شد. هواگردهای ضعیف اسکادران قادر به حصول هیچ پیروزی هوایی نگشتند تا ماه نوامبر سال ۱۹۴۱ به اسلواکی بازگردند. خلبانان اسکادران ۱۳ ماه فوریه سال ۱۹۴۲ برای دریافت آموزش جنگنده ب‌اف ۱۰۹ به دانمارک فرستاده شدند. ماه ژوئیه ۱۲ فروند از مدل ایی این جنگنده از آلمان خریداری گردید. در پی درخواست آلمان، اسکادران ۱۳ به همراه چهارده خلبان ماه اکتبر به جبهه شرقی بازگشت و به بخشی از گروه ۲ جناح ۵۲ شکاری لوفت‌وافه بدل گردید.

## تاریخچه عملیاتی
در آغاز بسیج برای جنگ، گروه ۱ جناح ۵۲ شکاری میانه ماه اوت سال ۱۹۳۹ به ببلینگن بازگشت. نیروهای ذخیره فراخوانده شدند و گروه برای دفاع از ناحیه اشتوتگارت، مخصوصاً تأسیسات صنعتی آن در مقابل بمب‌افکن‌های فرانسوی، آماده گشت. به هر صورت این یگان روز ۲۶ اوت فرمان به انتقال به پایگاه هوایی بن-هانگلار جهت دفاع از ناحیه صنعتی رور گرفت. با آغاز انتقال از روز ۲۹ اوت آخرین هواگردهای ب‌اف ۱۰۹دی یگان پشت سر باقی گذاشته شدند.

### جبهه غربی

#### جنگ تصنعی
در جریان مخاصمه اولیه بی‌فروغ بین آلمان در یک سو و فرانسه و بریتانیا در سوی دیگر موسوم به جنگ تصنعی، با پدید آمدن تعداد اندکی درگیری، چند ماه نخست یگان صرف گشت‌زنی معمول مرزی شد. ساقط شدن یک هواگرد شناسایی لس مورو ۱۱۵ دشمن در روز ۶ سپتامبر در جنوب کارلسروهه توسط ستوان دوم پاول گوتبروت از اسکادران ۱۱ جناح ۷۲ شکاری، نخستین پیروزی هوایی جناح ۵۲ شکاری در طول جنگ در نظر گرفته می‌شود. این موفقیت همچنین نخستین پیروزی هوایی لوفت‌وافه در جبهه غربی بود. پس از انتقال به بُن-هانگِلار، نخستین پیروزی هوایی گروه ۱ جناح ۵۲ شکاری با سرنگون کردن یک بمب‌افکن دو موتوره لئو ۴۵۱ فرانسوی در روز ۶ اکتبر توسط ستوان دوم هانس برتل در جنوب غربی بن رقم خورد. روز ۱۳ اکتبر نیز دومین و آخرین پیروزی هوایی گروه ۱ در جنگ تصنعی با ساقط شدن یک بمب‌افکن بلنهیم ۴ نیروی هوایی بریتانیا توسط ستوان دوم کورت کیرشنر در جنوب غربی دویسبورگ به دست آمد.
ستاد جناح و گروه ۲ روز ۲۷ اکتبر به پایگاه هوایی مانهایم منتقل گشتند. گروه ۲ نخستین پیروزی هوایی خود را روز ۸ نوامبر با سرنگون کردن یک بالون شناسایی فرانسوی توسط ستوان یکم هاینتس شومان، فرمانده اسکادران ۴ در غرب کارلسروهه محقق نمود. با منتقل شدن گروه ۱ به لاخن-اشپایردورف، این یگان تحت فرماندهی جناح مادر خود در ناوگان سوم هوایی برای دفاع از خط دفاعی وست‌وال، قرار گرفت. در ادامه با فرار رسیدن زمستان شرایط آب‌وهوایی سبب کاهش فعالیت‌های هوایی جناح گشت. بدین جهت، پس از آن که سروان فون پفایل اونت کلاین-الگوت در یک رزم هوایی به شدت مجروح شد، برای گروه ۱ فرمانده جدیدی تعیین نگردید و در عوض وظایف آن برای نزدیک به سه ماه به ستوان یکم ولفگانگ اوالت، فرمانده اسکادران ۲ سپرده شد.
روز ۲۲ نوامبر هواگرد گروهبان سوم هانس-یواخیم هِلویش از اسکادران ۲ در حال گشت‌زنی در ارتفاع بالا در مرز به یک‌باره و بدون دلیلی روشن شیرجه تندی رو به پایین زد و با اصابت به زمین در آن سوی مرز منهدم گشت تا به نخستین تلفات عملیاتی جناح ۵۲ شکاری بدل گردد. این حادثه به نقص در سامانه اکسیژن هواگرد نسبت داده شد. هلویش با احترام کامل نظامی توسط فرانسوی‌ها به خاک سپرده شد. در عرض یک ماه آینده نیز گروه ۲ و گروه ۳ جناح هر کدام یک خلبان را به ترتیب در حادثه هنگام برخاستن و برخورد هواگردها در آسمان به یکدیگر، از دست دادند. به هر صورت با وجود حصول شش پیروزی هوایی در جریان جنگ تصنعی، جناح ۵۲ شکاری هیچ تلفات رزمی در آن متحمل نگردید.
آدولف هیتلر، پیشوای آلمان، در جریان سرکشی به خط مقدم، روز کریسمس سال ۱۹۳۹ دیداری از پایگاه جناح ۵۲ شکاری در لاخن-اشپایردورف داشت و در جریان حضور دو ساعته، شام را در آن صرف کرد.

#### نبرد فرانسه
در جریان آماده‌سازی برای تهاجم به فرانسه، گروه ۲ نیز روز ۱ فوریه سال ۱۹۴۰ به اشپایر منتقل گشت و سروان زیگفریت فون اِشوِگه، آجودان جناح روز ۹ فوریه به فرماندهی گروه ۱ منصوب گشت. هنگام آغاز نبرد فرانسه در روز ۱۰ مه، تمامی یگان‌های جناح در مانهایم یا حوالی آن بودند اما در آرایش یگانه‌ای عمل نمی‌کردند. در این حال، ستاد جناح و گروه‌های ۱ و ۲ آن بخشی از سپاه ۵ هوایی با وظیفه تأمین امنیت جناح چپ گروه ارتش آ در مرکز خط مقدم، بودند و گروه ۳ همچنان تحت امر جناح ۵۳ شکاری مأموریت دفاع مرزی بر عهده داشت. در این زمان جناح مجموعاً ۷۲ فروند جنگنده ب‌اف ۱۰۹ایی در اختیار داشت. تا روز چهارم نبرد برای جناح ۵۲ شکاری نسبتاً کم‌درگیری بود. به هر صورت با اقدام نیروهای زرهی ورماخت در قالب طرح عملیاتی مورد زرد برای گذر از رود موز در ناحیه عملیاتی جناح درگیری هوایی شدت بیشتری گرفت. با تلاش هواگردهای دشمن برای منهدم کردن پل‌ها، جنگنده‌های گروه ۲ جناح که به ناحیه اوبر-اولم در نزدیکی خط مقدم منتقل شده بودند، چندین فروند از آن‌ها از جمله هشت بمب‌افکن فری بتل را ساقط نمودند. تنها تلفات گروه گروهبان دوم هانس باوئر از اسکادران ۴ بود که هنگام فرود در بازگشت دچار سانحه و کشته شد. در همین حال، گروه ۱ نیز با استقرار در هوپشتدتن در نزدیکی خط مقدم، از بمب‌افکن‌های سپاه ۵ هوایی در حمله به نواحی سدان و وردون محافظت می‌کرد. در جریان این عملیات، ستوان یکم کورت کیرشنر روز ۱۵ مه در درگیری با جنگنده‌های ام.اس. ۴۰۶ فرانسوی بر فراز شارلویل وادار به فرود با چتر نجات در اراضی دشمن گشت و به عنوان تنها فرد در جناح ۵۲ شکاری در طول نبرد فرانسه، به اسارت درآمد.
روز ۱۷ مه جای گروه‌های ۲ و ۳ در وظایفشان جابه‌جا شد. گروه ۳ روز ۱۹ مه به تری‌یر-اویرن منتقل گشت. بخشی از هواگردهای آن نیز در پایگاه هوایی باسنهایم در نزدیکی کوبلنتس قرار داشتند. در چند روز آینده هیچ درگیری بین این گروه و هواگردهای متفقین پیش نیامد. گشت‌زنی گروه ۲ در ناحیه متس-وردون-لونگوی نیز بی‌حادثه بود. روز ۲۲ مه ستاد جناح به زانتوایلر در لوکزامبورگ منتقل گردید. علاوه بر این که گروه ۳ همچنان تحت هدایت عملیاتی جناح ۵۳ شکاری بود، رهبری گروه ۱ نیز با حضور در ناحیه شارلِویل بدان منتقل شد تا تنها گروه ۲ برای ستاد جناح ۵۲ شکاری باقی بماند. روز ۲۴ مه هواگرد ستوان دوم مارتین مونت از اسکادران ۴ گروه ۲ توسط جنگنده‌های کورتیس هاوک در نزدیکی لونگوی ساقط و خود او کشته شد تا نخستین تلفات رزمی جناح رقم بخورد. پس از محاصره موفقیت‌آمیز نیروهای متفقین در شمال شرقی فرانسه، از گروه ۱ برای عملیات در ناحیه کمبره و بر فراز دانکرک استفاده شد. این گروه روز ۲۵ مه فرمان به انتقال به پایگاه هوایی لان-کوورن گرفت تا جناح چپ گروه ارتش آ را پوشش دهد. روز بعد گروه ۱ اولین و آخرین پیروزی هوایی خود در جریان نبرد فرانسه را کسب کرد. در این باره، گروهبان دوم آلفونس باخر از اسکادران ۸ یک هواگرد کورتیس اچ-۷۵آ فرانسوی را در شانتیئی سرنگون نمود.
پیش از آغاز مرحله دوم عملیات در فرانسه موسوم به مورد قرمز، دو گروه ۲ و ۳ روز ۱ ژوئن به جناح ۵۲ شکاری بازگردانده شدند اما گروه ۱ از خط مقدم عقب کشیده و برای دفاع از اراضی صنعتی مرکز آلمان به سربست در ۱۰۰ کیلومتری جنوب غربی برلین فرستاده شد. وظیفه اصلی جناح ۵۲ شکاری همچنان محافظت از جناح چپ گروه ارتش آ بود که به قصد محاصره خط ماژینو رو به جنوب یورش می‌برد. ستوان دوم پاول گوتبروت که نخستین پیروزی هوایی جناح را کسب کرده بود، روز ۱ ژوئن در پویی در نزدیکی متس مفقود شد. گروه‌های ۲ و ۳ نقشی حاشیه‌ای در عملیات پائولا از روز ۳ ژوئن برای انهدام یگان‌های هوایی فرانسه در اطراف پاریس ایفا کردند. مورد قرمز برای شکست نهایی فرانسه از روز ۹ ژوئن آغاز شد. به هر صورت گروه ۳ نیز روز ۱۳ ژوئن به آلمان بازگشت و در ابتدا به هوپشتدتن، سپس به فرایبورگ و در نهایت به یفر در شمال غربی رفت. گروه ۲ که هنوز از پایگاه زانتوایلر در آسمان فرانسه باقی مانده بود، در ادامه عملیات توانست ده هواگرد دشمن را ساقط کند که پنج مورد از آن روز ۹ ژوئن اتفاق افتاد. روز ۱۱ ژوئن عملیات‌های گروه ۲ هم در فرانسه به پایان رسید و در طی هفته بعدی به آلمان بازگردانده شد. این گروه روز ۱۹ ژوئن در کارلسروهه قرار گرفت.
جناح ۵۲ شکاری مجموعاً ۳۸ پیروزی هوایی در کارزار فرانسه حاصل نمود. گروه ۲ با حصول ۲۷ پیروزی هوایی بهترین عملکرد را در بین گروه‌های جناح در نبرد فرانسه داشت. گروه ۳ توانست ۱۰ پیروزی هوایی کسب کند. تلفات جناح در این مدت شامل پنج کشته، یک مفقود و یک اسیر می‌شد.
بدین ترتیب نقش جناح ۵۲ شکاری در نبرد فرانسه حاشیه‌ای بود. با وجود گذشت بیش از یک سال از تشکیل آن، یگان‌های این جناح غالباً به صورت پراکنده عمل می‌کردند و برای پر کردن شکاف در جاهای مختلف استفاده می‌شدند؛ از این رو انسجام کامل در آن به عنوان یک جناح هنوز پدید نیامده بود.

#### نبرد بریتانیا
پس از پایان نبرد فرانسه ستاد جناح در ساحل کانال مانش در لو توکه مستقر شد اما سه گروه آن در نقاط مختلف آلمان مشغول ماموریت‌های دفاعی بودند. گروه ۳ در نهایت به عنوان نخستین گروه، پس سه هفته استقرار در ناحیه برلین، به ستاد جناح ملحق گردید و روز ۲۲ ژوئیه در کوکل مستقر گشت. مشارکت جناح ۵۲ شکاری در نبرد بریتانیا از روز ۲۴ ژوئیه با مأموریت گروه ۳ برای محافظت از ۱۸ بمب‌افکن دورنیه دو ۱۷ست در حال بازگشت به فرانسه از دهانه تیمز آغاز شد. گروه پیش از رسیدن به موقعیت با ۹ جنگنده اسپیت‌فایر از دو اسکادران بریتانیایی برخورد کرد. در درگیری متعاقب چهار هواگرد گروه ساقط شدند. سرگرد وولف-هاینریش فون هووالت، فرمانده گروه ۳ و دو تن از فرماندهان اسکادران‌های گروه (۷ و ۸) در میان کشته‌ها بودند. در مقابل سرنگون شدن تنها یک اسپیتفایر توسط گروهبان سوم یوزف سوِرنِمان تأیید گشت. به هر صورت تنها ۲۴ ساعت بعد، گروه ۳ موظف شد از حمله بمب‌افکن‌های شیرجه‌ای اشتوکا به کاروانی در تنگه دوور پشتیبانی کند. در درگیری دیگری که با اسکادرانی از جنگنده‌های اسپیت‌فایر پدید آمد چهار هواگرد دیگر گروه نیز از دست رفتند که یکی از آن‌ها ستوان یکم ویلی بیلفلت، فرمانده موقت اسکادران ۷ بود. در این مورد هم تنها یک اسپیتفایر در عوض، توسط ستوان دوم اتو دکر از اسکادران ۸، سرنگون گشت. تلفات سنگین وارد آمده به گروه ۳ شامل فرمانده گروه و چهار تن از فرماندهان اسکادران‌ها در عرض مدت زمانی اندکی بیش از ۲۴ ساعت در مقابل فقط دو پیروزی هوایی سبب توقف عملیات آن بر فراز کانال مانش گردید. این گروه تحت فرماندهی موقت سروان ویلهلم انسلن روز ۳۰ ژوئیه از خط مقدم عقب کشیده و در ابتدا به لیئوواردن در هلند و سپس به سربست در آلمان منتقل شد تا وظایف پیشین دفاعی را از سر بگیرد.

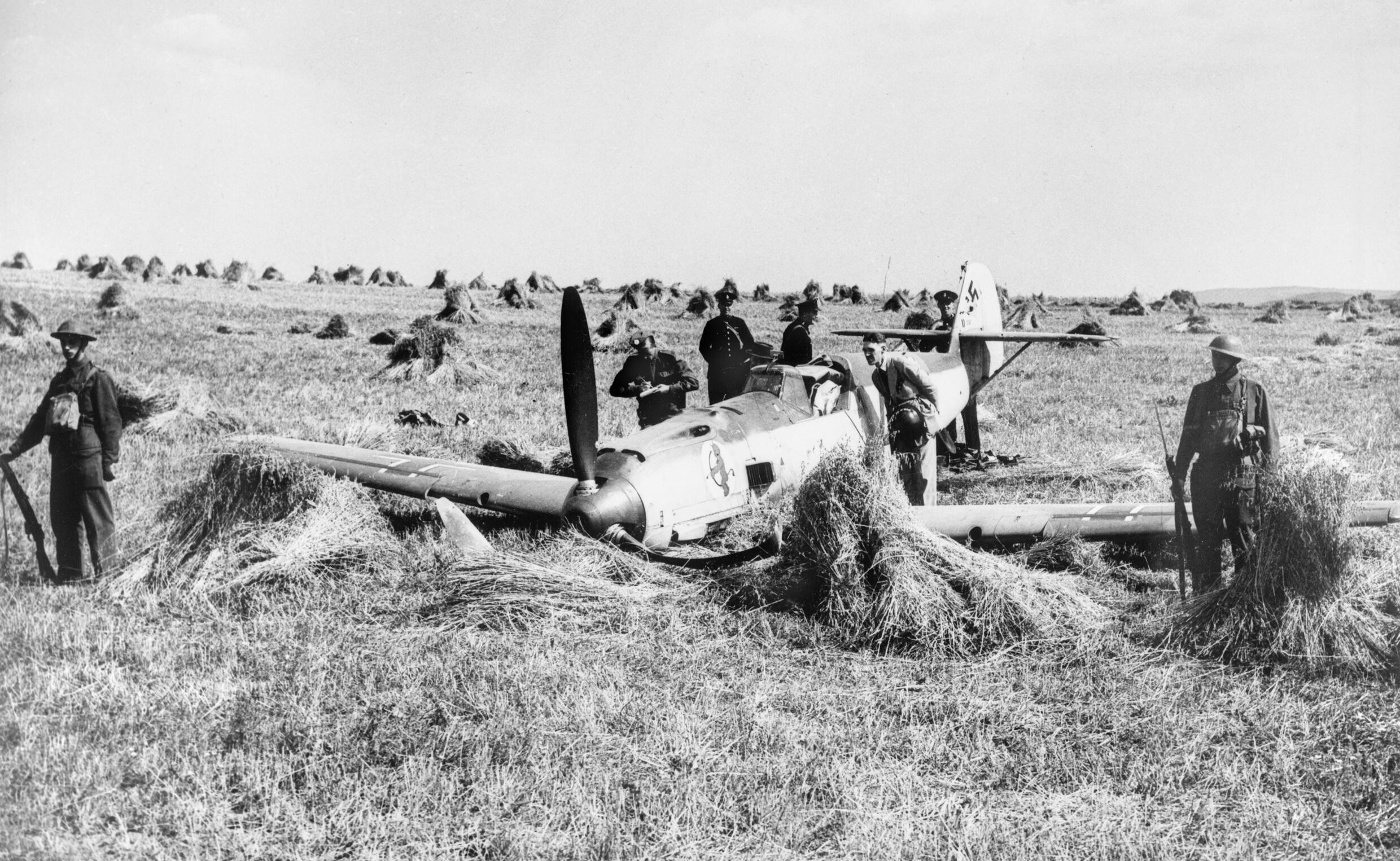
جنگنده ب‌اف ۱۰۹ایی-۱ گروه ۲ جناح ۵۲ شکاری که وادار به فرود اضطراری در سلمستون در انگلستان شده است، گروهبان سوم لئو ساونبرخر، خلبان هواگرد به اسارت درآمد، ۱۲ اوت ۱۹۴۰

به هر صورت تنها چند روز بعد، گروه ۱ که تحت امر جناح ۷۷ شکاری ماه گذشته را در حال دفاع از رایش بود، روز ۲ اوت از بونیگهارت به موقعیت ستاد جناح فرستاده شد. با فرا رسیدن گروه ۲ که آن هم پیش از این مشغول دفاع از آلمان در سواحل شمالی بود، در روز ۶ اوت به پایگاه هوایی پوپلاینگ توان عملیاتی جناح ۵۲ شکاری هر چه بیشتر تقویت گردید. گروه ۱ در نخستین درگیری با هواگردهای بریتانیایی روز ۱۱ اوت چهار فروند از آن‌ها را بدون دادن تلفات سرنگون کرد. با این وجود گروه ۲ در همان زمان تنها یک پیروزی هوایی کسب کرد و سه هواگرد خود را از دست داد که یکی از آن‌ها، به عنوان نخستین فرد از مجموع سی اسیر جناح ۵۲ شکاری در این نبرد، به اسارت گروهبان سوم لئو ساونبرخر انجامید.
هر دو گروه جناح ۵۲ شکاری حاضر ساحل کانال مانش در عملیات موسوم به آدلرتاگ جهت انهدام پایگاه‌های هوایی فرماندهی جنگنده‌های بریتانیایی در جنوب انگلستان در روز ۱۳ اوت مشارکت کردند. این عملیات با گرفتاری به شرایط بد آب‌وهوایی و مشکلات ارتباطی به خوبی پیش نرفت. گروه ۲ روز ۱۴ اوت در مقابل از دست دادن سه هواگرد به شکل تأیید نشده‌ای مدعی ساقط کردن تنها یک هواگرد اسپیتفایر دشمن بر فراز کانتربری شد. این گروه چهار روز بعد، پیش از آن که تلاف بیشتری بخورد، مجدداً به سواحل شمالی آلمان جهت امور دفاعی بازگشت. همان روز حمله جنگنده‌های گروه ۱ به یک پایگاه هوایی بریتانیا در کنت موجب انهدام دو اسپیتفایر و یک هاریکن بر روی زمین و آسیب‌دیدگی شدید شش فروند دیگر از آن‌ها شد.
همان روز ۱۸ اوت سرگرد فون بِرنِگ که در دوره تصدی فرماندهی جناح ۵۲ شکاری هیچگاه شخصاً پرواز عملیاتی با جنگنده‌های خود صورت نداد، به جهت عملکرد ضعیف از مقامش عزل شد. سرگرد هانس تروبنباخ جانشین او در فرماندهی جناح گشت. تروبنباخ که پیش از این فرمانده گروه ۱ جناح ۲ لر را بر عهده داشت، تا بدین جای جنگ شخصاً سه پیروزی هوایی در فرانسه کسب نموده بود. پس از پنج روز توقف پروازها به جهت بدی آب‌وهوا، از روز ۲۶ اوت در عرض دو روز ۵ خلبان گروه ۱ وادار به فرود در اراضی دشمن گشتند و به اسارت درآمدند. یک خلبان دیگر گروه هم در این مدت کشته شد. به هر صورت گروه ۱ همین تعداد تلفات نیز به بریتانیایی‌ها تحمیل کرد. در بهترین روز خود در جریان نبرد بریتانیا، گروه ۱ روز ۳۱ اوت موفق به ساقط کردن ۱۰ هواگرد دشمن گردید. دور روز آتی نیز در مقابل تنها دو هواگرد گروه ۱، ده هواگرد بریتانیایی از میان رفتند. به هر حال تا پایان هفته نخست ماه سپتامبر فرسایش مدام و کمبود تجهیزات تجهیزات جایگزینی توان گروه ۱ را به کمتر از ۵۰ درصد کاهش یافت.
با رسیدن نبرد بریتانیا به اوج خود، گروه ۱ روز ۷ سپتامبر نخستین مأموریت پوشش بمب‌افکن‌ها برای حمله به لندن را به اجرا درآورد. با وجود گستردگی حدود ۲۰۰۰ کیلومتر مربعی ناحیه اختصاص‌یافته به این گروه، این عملیات با موفقیت ویژه‌ای صورت گرفت. در جریان آن بدون این که هیچ‌یک از هواگردهای گروه ۱ یا بمب‌افکن‌های آرایش هواگردهای هائی ۱۱۱ تحت پوشش آن ساقط شوند، چهار خلبان گروه هر یک توانستند یک جنگنده دشمن را سرنگون نمایند. این گروه دو مأموریت مشابه را نیز در روزهای آتی به انجام رساند.
روز ۱۱ سپتامبر با تغییر ماهیت عملیات به مأموریت دفاعی، گروه ۱ در محافظت از ناوچه‌های آب‌خاکی آلمانی متمرکز شده در بندر کاله جهت عملیات زی‌لووه، چند هواگرد دوباله و دو جنگنده بلنهیم دشمن را ساقط نماید.
روز ۱۵ سپتامبر گروه ۱ مجدداً راهی آسمان لندن شد تا این بار از بمب‌افکن‌های یو ۸۸ پشتیبانی کند. در درگیری‌های متعاقب هشت جنگنده هاریگن توسط این گروه سرنگون گشت. در این جریان، ستوان یکم کارل-هاینتس لیزمان، فرمانده اسکادران ۲ شمار مجموع پیروزهای هوایی خود را به ده مورد رساند تا به نخستین خلبان در جناح ۵۲ شکاری با پیروزی‌های هوایی دو رقمی بدل گردد. تنها تلفات این روز مربوط به ستوان دوم هانس برتل بود که پس از برخورد به یک جنگنده هاریکن دشمن، وادار به فرود با جتر نجات شد و به اسارت درآمد. این گروه ۷۲ ساعت آینده خود را نیز صرف پوشش بمب‌افکن‌های در حال تهاجم به لندن و تیلبوری کرد.
گروه ۲ روز ۲۵ سپتامبر به پوپلاینگ بازگشت. ضمن درگیر بودن هواگردهای دشمن بر فراز کانال مانش، روز ۳۰ سپتامبر آخرین مأموریت جناح ۵۲ شکاری برای پوشش بمب‌افکن‌ها انجام گرفت. بر خلاف تقریباً تمامی جناح‌های شکاری دیگر لوفت‌وافه در ساحل کانال مانش، از هواگردهای جناح ۵۲ شکاری هیچگاه در عملیات‌های جنگنده-بمب‌افکن استفاده نشد. با اتمام نبرد بریتانیا، گروه ۱، درحالیکه تنها چهار تن از ۳۶ خلبان اولیه آن باقی مانده بود، روز ۱ نوامبر از عملیات‌های خط مقدم عقب کشیده و برای استراحت و بازسازی به کرفلت در آلمان فرستاده شد. در این حال گروه ۲ همچنان بر فراز کانال مانش عمل می‌کرد. سروان انسلن، فرمانده این گروه در درگیری با جنگنده‌های اسپیتفایر دشمن در ناحیه کنت، احتمالاً توسط جان کنت، خلبان تک‌خال کانادایی، ساقط و کشته شد. همان روز خلبان دیگری نیز به درون کانال مانش سقوط کرد و به اسارت درآمد تا آخرین تلفات جناح ۵۲ شکاری در نبرد بریتانیا رقم بخورد. سه روز بعد گروه ۲ هم به مونشن‌گلادباخ در آلمان بازگردانده شد.
جناح ۵۲ شکاری مجموعاً توانست نزدیک ۹۰ هواگرد دشمن را در طول نبرد بریتانیا ساقط کند اما خود نیز بیش از نیمی از این مقدار خسارت خورد. به هر صورت این عملکرد ضعیف‌تر از عملکرد هر هفت جناح شکاری دیگر لوفت‌وافه در این نبرد بود.

#### استقرار در آلمان و دفاع ساحلی
گروه ۲ جناح ۵۲ شکاری هفت ماه در مونشن‌گلادباخ مستقر بود. در این مدت چندین خلبان جدید، برخی به‌تازگی آموزش‌دیده و برخی از یگان‌های دیگر، به این گروه تعلق گرفت. هانس-یواخیم مارسی که بعدها به یکی از برترین خلبانان لوفت‌وافه بدل گشت، جزو این افراد بود که از جناح ۲ لر به این جناح آمد. به هر صورت با توجه به شیوه رفتار او، مارسی مدت کوتاهی بعد به جناح ۲۷ شکاری منتقل گشت.
گروه ۲ روز ۲۲ دسامبر گلادباخ را به مقصد هلند ترک کرد تا از سواحل شمالی آن دفاع کند. این گروه ابتدا از لیئوواردن و سپس از یپنبورگ در جزیره شووِن عمل می‌نمود. پنج روز پس از استقرار گروه ۲، گروه ۱ نیز با وظیفه محافظت از آب‌های هلند و گذرگاه دریایی به سمت شمال غربی آلمان، به کات‌ویک در هلند فرستاده شد. با توجه به این که مسئولیت گروه ۲ مربوط به خشکی می‌شد، این گروه تحت هدایت فرماندهی منطقه‌ای هلند قرار گرفت.
اوایل سال ۱۹۴۱ اعلام شد گروه ۱ می‌بایست جهت انتقال به سیسیل آماده شود. به هر صورت این فرمان در لحظه آخر ملغی گشت. گروه ۲ روز ۱۰ فوریه سال ۱۹۴۱ با بازگشت به هدایت عملیاتی ستاد جناح ۵۲ شکاری، به بِرک-سور-مِر در شمال فرانسه منتقل شد. ستاد جناح روز ۱۳ فوریه در کاله-مارک مستقر گردید. این موقعیت درگیری‌های جنگنده‌های جناح با هواگردهای بریتانیایی بر فراز کانال مانش از سر گرفته شد. مدتی کوتاهی بعد، ستاد جناح به همراه گروه ۲ به بلژیک منتقل گشتند. در همین زمان، اسکادران‌های گروه ۱ در پایگاه‌های هوایی مختلف در طول خط ساحلی از هلند تا دانمارک پخش شدند. گروه ۲ که حوزه مسئولیتش از ساحل جنوبی انگلستان تا ساحل شمالی فرانسه و بلژیک کشیده شده بود، در عرض دوازده هفته آتی بدون هیچ تلفاتی، هشت اسپیتفایر و یک بلنهیم دشمن را ساقط کرد. در این مدت گروه ۱ در وظیفه‌ای صرفاً دفاعی، خارج از برد جنگنده‌های دشمن، غالباً بمب‌افکن‌های دشمن را هدف قرار می‌داد و توانست، در مقابل از دست دادن ۴ هواگرد، ۳۹ فروند از آن‌ها را سرنگون نماید. در یکی از معدود حملات گروه ۱ به خاک انگلستان، روز ۲۴ آوریل هواگرد استوار گونتر اشتروک از اسکادران ۲ ساقط و خود او به اسارت درآمد. این آخرین مورد از سقوط هواگردهای جناح ۵۲ شکاری در خاک بریتانیا بود.
نیمه دوم ماه آوریل نخستین هواگردهای ب‌اف ۱۰۹اف به گروه ۲ تحویل داده شدند. گروه ۱ از ماه بعد و گروه ۳ نیز از ماه پس از آن به این مدل تجهیز گردیدند.
روز ۱۰ ژوئن نخستین برخورد هواگردهای جناح با بمب‌افکن‌های چهار موتوره دشمن به از دست رفتن یکی از جنگنده‌های اسکادران ۲ گروه ۱ انجامید. به هر صورت روز ۲۸ ژوئن یکی از شش بمب‌افکن چهار موتوره استرلینگ بریتانیایی در مسیر بازگشت توسط ستوان دوم هانس-راینهارت بتکه از اسکادران ۳ این گروه سرنگون شد. طبق ادعایی از جانب جناح که به تأیید لوفت‌وافه هم رسید، یک بمب‌افکن چهارموتوره بی-۱۷ فلایینگ‌فورتس، از تهجیزات اعطایی ایالات متحده به بریتانیا، نیز حدود ۱۵ دقیقه بعد در ۳۰ کیلومتری فلمبورو ساقط گشت.
ستوان یکم کارل-هاینتس لیزمان در مقام فرماندهی گروه ۱ با ۲۲ پیروزی هوایی روز ۲۷ ژوئیه سال ۱۹۴۰ به نخستین فرد در جناح ۵۲ شکاری بدل شد که نشان عالی صلیب شوالیه صلیب آهنین را دریافت می‌کند.

### بالکان
بخشی از گروه ۳ جناح ۵۲ شکاری شامل ستاد آن و اسکادران تقویت‌شده ۹ روز ۱۲ اکتبر سال ۱۹۴۰ از طریق سیلزی راهی ناحیه بخارست در رومانی شد تا در محافظت از میدان‌های نفتی این کشور به عنوان متحد آلمان، مشارکت نماید. اواخر ماه نوامبر دو اسکادران دیگر گروه نیز به این موقعیت فرستاده شدند. با توجه به صورت نگرفتن هیچ حمله‌ای از جانب دشمن به میدان‌های نفتی رومانی، گروه ۳ بیش از هفت ماه را در آرامش تقریباً کامل در ناحیه بخارست مستقر بود. بیشتر اوقات خلبانان این گروه صرف آموزش کاربرد جنگنده‌های ب‌اف ۱۰۹ایی به رومانیایی‌ها می‌شد. تنها مشارکت گروه ۳ در تهاجم به یوگسلاوی در ماه آوریل سال ۱۹۴۱، انتقال بخشی از جنگنده‌های آن جهت پوشش خسارت وارد آمده به دیگر جناح‌ها در جریان درگیری‌ها بود.
گروه ۳ جناح ۵۲ شکاری روز ۲۵ مه سال ۱۹۴۱ به عنوان نیروی کمکی برای جناح ۷۷ شکاری در نبرد کرت، به مویلای در جنوب یونان فرستاده شد. به هر صورت این گروه نقش کوچکی در تسخیر جزیره کرت در مدیترانه داشت. گروه ۳ پروازهای ضد کشتی علیه شناورهای دشمن که در حال تخلیه نیرو از کرت به مصر بودند، صورت داد. این گروه متحمل هیچ تلفات رزمی در جریان این عملیات‌ها نشد اما چند هواگرد آن در اثر سانحه هنگام فرود در پایگاه‌های هوایی مبدأ از بین رفتند. گروه ۳ روز ۱۰ ژوئن به ناحیه بخارست بازگشت. گروه ۳ جناح ۵۲ شکاری بین ماه‌های ژوئیه سال ۱۹۴۰ تا ژوئن سال ۱۹۴۱ هیج پیروزی هوایی کسب نکرد.

### جبهه شرقی
در حالی که گروه ۱ تحت امر ستاد جناح ۱ شکاری همچنان در سواحل شمالی باقی مانده بود، در جریان آماده‌سازی برای تهاجم به شوروی، گروه ۲ جناح ۵۲ شکاری روز ۹ ژوئن سال ۱۹۴۱ فرمان به انتقال به مونستر در آلمان گرفت. چهار روز بعد ستاد جناح نیز ابتدا به آمستردام و سپس به اتریش منتقل گشت. گروه ۲، تحت هدایت عملیاتی جناح ۲۷ شکاری، روز ۱۳ ژوئن در پایگاه‌های هوایی پیشین در سوواوکی و سوبولفو مستقر گردید. این گروه در این زمان ۳۹ جنگنده در اختیار داشت که ۳۷ فروند از آن‌ها عملیاتی بودند.

#### عملیات بارباروسا
هنگام آغاز عملیات بارباروسا در روز ۲۲ ژوئن سال ۱۹۴۱ گروه ۲ جناح ۵۲ شکاری، در قسمت مرکزی جبهه شرقی هواگردهای سپاه ۸ هوایی از ناوگان دوم هوایی را در حمله غافلگیرانه به تأسیسات نیروی هوایی شوروی پوشش می‌داد. اسکادران ۶ این گروه نیز با جنگنده-بمب‌افکن‌های خود در حمله به مواضع زمینی شوروی مشارکت داشت. همان روز نخست ۱۶ بمب‌افکن و جنگنده دشمن قربانی گروه ۲ شدند. گروهبان سوم هرمان اشپرَنگلَر از اسکادران ۵ با ساقط کردن یک بمب‌افکن دی‌بی-۳، نخستین پیروزی هوایی جناح ۵۲ شکاری در جبهه شرقی را رقم زد. تنها خسارت گروه ۲ در این روز هواگردی بود که در پی نقص فنی هنگام فرود منهدم شد. با انتقال در روز ۲۸ ژوئن به مالاژکنا در بلاروس، پس از شکسته شدن دفاع مرزی و رخنه نیروی زمینی به عمق خاک شوروی، گروه ۲ می‌بایست از آسمان بر فراز گروه زرهی ۳ محافظت می‌کرد. جنگنده‌های این گروه در جریان نبرد بیاویستوک-مینسک عملکرد قابل ملاحظه‌ای نشان دادند و تنها در دو روز ۲ و ۳ ژوئیه قادر به ساقط کردن ۳۶ هواگرد دشمن شدند؛ درحالیکه تنها یک هواگرد خود را از دست دادند. با توجه به پیشروی سریع نیروهای زرهی ورماخت، گروه ۲ به شکل متوالی به پایگاه‌های جلوتری منتقل می‌شد. بدین ترتیب روز ۵ ژوئیه به لیپیل در ۱۰۰ کیلومتری جنوب غربی ویتبسک، روز ۱۲ ژوئیه به کوماری در حومه جنوب غربی ویتبسک و روز ۲۲ ژوئیه به آندریوا در حومه اسمولنسک انتقال یافت. با وجود کم‌کاری نسبی نیروی هوایی شوروی تا بدین جا، گروه ۲ از این زمان با فعالیت شدیدتری از جانب هواگردهای دشمن برخورد کرد. درگیری‌های هوایی در نبرد اسمولنسک نزدیک به ۷۰ پیروزی هوایی دیگر برای گروه ۲ رقم زد. ستوان دوم گرهارت بارکهورن که در نهایت به دومین خلبان برتر لوفت‌وافه بدل گشت، روز ۲۸ ژوئیه نخستین پیروزی هوایی خود، یک بمب‌افکن دی‌بی-۳، را در قابل گروه ۲ جناح ۵۲ شکاری به دست آورد.
در همین هنگام، گروه ۳ به پایگاه هوایی میزیل در ۸۰ کیلومتری شمال شرقی بخارست منتقل گردید تا از تأسیسات نفتی حیاتی پلوشتی در مقابل حملات احتمالی بمب‌افکن‌های شوروی محافظت نماید. این گروه در این هنگام ۴۱ جنگنده ب‌اف ۱۰۹اف-۴ که تمامی آن‌ها در شرایط عملیاتی بودند، در اختیار داشت. به هر صورت با اجتناب نیروی هوایی شوروی از چنین اقدامی، این گروه در برابر حملات هواگردهای دشمن به تأسیسات ساحلی رومانی در دریای سیاه، روز ۲۴ ژوئن به پایگاه هوایی مامایا در شمال کونستانزا نقل مکان کرد. گروه ۳ در بزرگ‌ترین موفقیت خود در رومانی، روز ۲۶ ژوئن ۱۸ بمب‌افکن بدون محافظت شوروی را ساقط ساخت. بدین ترتیب در سه روز نخست استقرار در کونستانزا مجموعاً ۳۵ بمب‌افکن دشمن، در مقابل تنها یک هواگرد گروه، توسط گروه ۳ سرنگون شدند. با این حال از این زمان تا پایان ماه ژوئیه با کاهش حضور هواگردهای شوروی در این ناحیه، تنها ۱۳ پیروزی هوایی دیگر به نام گروه ۳ ثبت گردید. روز ۲۷ ژوئن ستاد جناح ۵۲ شکاری به رومانی منتقل شد تا گروه دوباره تحت آن قرار بگیرد.
گروه ۳ اواخر ماه ژوئیه از رومانی به بلایا-زرکوف در ۷۵ کیلومتری جنوب کی‌یف در اوکراین در قسمت جنوبی جبهه شرقی ارسال شد و از روز ۱ اوت شروع به پرواز عملیاتی کرد. با توجه به تمرکز بالای یگان‌های نیروی هوایی شوروی در ناحیه کی‌یف، گروه ۳ به شدت درگیر رزم با آن‌ها شد. این گروه تحت هدایت موقت عملیاتی جناح ۳ شکاری، در عرض یک هفته ۳۸ هواگرد دشمن را منهدم نمود که ۲۰ مورد از آن‌ها مربوط به روز ۴ اوت بود. گروه میانه ماه اوت معموما در حال محافظت از کرانه رود دنیپر بین کانیف و کرمنچوگ در جنوب شرقی کی‌یف بود. بین روزهای ۱۰ تا ۲۰ اوت ۳۱ پیروزی هوایی بدون از دست دادن هیچ هواگرد خودی، برای گروه ۳ حاصل شد. روز ۲۵ اوت نیروی زمینی ورماخت پلی بر روی دنیپر در دنیپروپتروفسک تصرف و سرپلی در کرانه شرقی ایجاد کرد. بدین ترتیب، گروه ۳ به سرعت روز ۲۷ اوت به پایگاه هوایی سچاستلیوایا در نزدیکی سر پل فرستاده شد تا از این گذرگاه حیاتی در مقابل حملات هوایی دشمن محافظت کند. گروه در اجرای این مأموریت تا روز پایانی ماه با از دست دادن یک هواگرد خودی، توانست ۱۳ هواگرد مهاجم دشمن را از بین ببرد.
روز ۵ اوت، مصادف با پاکسازی آخرین عناصر دشمن در محاصره ناحیه اسمولنسک، گروه ۲ جناح ۵۲ شکاری، در همراهی با یگان‌هایی از جناح ۲۷ شکاری، فرمان به عزیمت از ویتبسک به سولتسی در قسمت شمالی خط مقدم گرفت تا تحت امر ناوگان یکم هوایی قرار بگیرد. این گروه روز ۲۰ اوت در اسپاسکایا-پولیست در شمال نووگورود مستقر شد. این گروه با عمل بین ناحیه دریاچه ایلمان و لنینگراد، به عنوان گروه پیشرو در جناح، پیروزی‌های زیادی حاصل کرد. سه روز پایانی ماه اوت ۳۰ هواگرد دشمن توسط گروه ۲ منهدم شدند که شش مورد از آن‌ها مربوط به ستوان یکم یوهانس اشتاینهوف، فرمانده اسکادران ۴ بود. این موفقیت‌ها که شمار پیروزی‌های هوایی او را به ۳۵ مورد رساند، روز ۳۰ اوت سال ۱۹۴۱ نشان عالی صلیب شوالیه صلیب آهنین را به عنوان نخستین فرد جناح در جبهه شرقی، برای اشتاینهوف به ارمغان آورد. گروه ۲ در طول ماه اوت ۳۹ هواگرد دشمن را سرنگون ساخت درحالیکه در مقابل هیچ‌یک از هواگردهای خود را از دست نداد. گروه ۲ روز ۲ سپتامبر با حرکت به مناطق شمالی‌تر، در لیوبان در ۷۰ کیلومتری جنوب لنینگراد قرار گرفت تا عموماً از هواگردهای اشتوکا و بمب‌افکن‌های آلمانی که تجمع نیروهای دشمن در نواحی وولخوف و مگا را هدف می‌گرفتند، محافظت کند. با توجه به این که لنینگراد یکی از مهم‌ترین پایگاه‌های نیروی هوایی شوروی به حساب می‌آمد، هواگردهای دشمن حضور بسیار پررنگی در این منطقه داشتند. گروه ۲ قادر شد در طول ماه سپتامبر ۵۸ پیروزی هوایی حاصل کند.
با گذر نیروهای آلمانی از رود دنیپر در جریان نبرد کی‌یف، گروه ۳ اوایل ماه سپتامبر در حال دفاع از سرپل‌های این رود در مقابل حملات شدید نیروهای دشمن بود. این گروه روز ۱۲ سپتامبر به بریسلافل در اراضی جنوبی‌تر منتقل شد تا از تهاجم ارتش یازدهم اریش فن مانشتاین به شبه‌جزیره کریمه پشتیبانی کند. به هر صورت تنها سه روز بعد فرمان به بازگشت آن به بلایا-زرکوف صادر گشت. یک هفته بعد، با انهدام ناحیه تحت محاصره کی‌یف، گروه ۳ روز ۲۴ سپتامبر، در همراهی با حرکت سریع یگان‌های نیروی زمینی، با پیشروی هر چه بیشتر در عمق خاک شوروی در شرق پولتاوا قرار گرفت.
به هر صورت از اواخر ماه اوت شرایط آب‌وهوایی تغییر کرد و بارندگی پاییزه آغاز گشت. به هر صورت زیرساخت‌های ضعیف و بدی آب‌وهوا موجب فرسایش در تجهیزات جناح ۵۲ شکاری می‌شد و از تعداد هواگردهای عملیاتی آن می‌کاست. زیرساخت‌های ضعیف و بدی آب‌وهوا موجب فرسایش در تجهیزات جناح ۵۲ شکاری می‌شد و از تعداد هواگردهای عملیاتی آن می‌کاست. در این شرایط، ستوان یکم آگوست-ویلهلم شومان، فرمانده اسکادران ۵ با ۱۶ پیروزی هوایی، روز ۶ سپتامبر در اثر برخورد به یک تپه در نزدیکی وولخوف کشته شد.
در جریان آماده‌سازی برای تهاجم تمام‌عیار و نهایی به مسکو، پایتخت شوروی موسوم عملیات تایفون، گروه ۲ اواخر ماه سپتامبر به قسمت مرکزی جبهه شرقی بازگشت و در استابنا در نزدیکی اسمولنسک استقرار یافت. این گروه در این زمان درگیر مشکلات جدی تدارکاتی بود به وجهی که از مجموع ۱۹ جنگنده ب‌اف ۱۰۹اف-۴ باقی مانده برای آن در این زمان تنها ۱۱ فروند در حالت عملیاتی قرار داشتند. با توجه به نیاز بالا به یگان‌های لوفت‌وافه برای این عملیات، گروه ۱ جناح ۵۲ شکاری نیز در نهایت از روز ۲۴ سپتامبر به جبهه شرقی منتقل و روز ۲ اکتبر، روز آغاز عملیات تایفون، کاملاً در ناحیه عملیاتی جدید خود مستقر گشت. هر دو گروه ۱ و ۲ جناح ۵۲ شکاری، تحت هدایت موقت جناح ۲۷ شکاری، از مراحل نخست تهاجم پشتیبانی نمودند. سرگرد ویلهلم لسمان روز ۱۰ اکتبر به فرماندهی جناح ۵۲ شکاری منصوب گردید. از روز ۱۲ اکتبر دوگینو در جنوب غربی ویازما پایگاه جدید گروه ۲ در کنار گروه ۱ بود. در این حال شرایط زمستانی وضعیت بسیار دشواری را بر جناح مخصوصاً خدمه زمینی آن ایجاد کرده بود. روز ۲۰ اکتبر ستاد جناح ۵۲ شکاری هم به دو گروه آن پیوست و در جنوب غربی کالینین قرار گرفت. با توجه به مجاورت این پایگاه با خط مقدم، هواگردهای جناح زیر آتش مستقیم توپخانه دشمن بودند؛ بدین جهت روز ۲۲ اکتبر به پایگاه هوایی دیگری در جنوب ناحیه کالینین مقداری عقب کشیده شد. به هر حال این پایگاه نیز کاملاً در امان نبود و روز ۳۰ اکتبر گلوله‌باران برد بلند ارتش سرخ دو هواگرد گروه ۲ منهدم و به شش هواگرد آن به شدت آسیب وارد گشت. از این رو و با توجه به حضور برخی عناصر دشمن در پشت خط مقدم که گاهی حملاتی به پایگاه‌های هوایی صورت می‌دادند، این یگان وادار به عقب‌نشینی هر چه بیشتر این بار در روز ۳۱ اکتبر به استاریتسا در ۶۵ کیلومتری جنوب غربی کالینین شد. با پیشروی مجدد در روز ۴ نوامبر، ستاد جناح و گروه‌های ۱ و ۲ آن بیشتر ماه نوامبر را در پایگاهی در روسا در فاصله تنها ۱۰۰ کیلومتری از مسکو، گذراندند. با توجه به بارش شدید باران و برف هواگردهای جناح روزهای زیادی را در این مدت کاملاً زمین‌گیر بودند.
در همین حال، عملیات‌های ماه اکتبر گروه ۳ حول شهر صنعتی خارکوف متمرکز بود. با عمل مستقیم تحت امر سپاه ۴ هوایی، شمار پیروزی‌های هوایی این گروه رشد قابل توجهی داشت. در این زمان استوار گرهارت کوپن از اسکادران ۸ با حصول ۳۱ پیروزی هوایی در راس تمامی خلبانان گروه قرار داشت. گروه ۳ روز ۲۳ اکتبر مجدداً برای پشتیبانی از ارتش یازدهم به نواحی جنوبی‌تر بازگشت و این بار تحت هدایت جناح ۷۷ شکاری، در باریکه پرکوپ مستقر شد. خلبانان گروه ۳ در حال پوشش نیروی زمینی برای ورود به کریمه، همان روز ۲۴ اکتبر توانستند ۱۸ هواگرد دشمن را ساقط سازند تا با رساندن مجموع پیروزی‌های خود در طول جنگ به ۳۴۱ مورد از گروه ۲ با ۳۳۶ پیروزی هوایی در این زمینه جلو بزنند. گروه ۱ که مراحل آغازین عملیات بارباروسا را از دست داده بود، تا این زمان تنها ۱۴۸ پیروزی هوایی ثبت کرده بود. به هر صورت با ایفای نقش به عنوان یگان «آتش‌نشان»، پس از حصول بیش از ۶۰ پیروزی هوایی بر فراز کریمه، گروه ۳ ده روز بعد در روز ۲ نوامبر به تاگانروگ در شرق منتقل گشت. پایگاه جدید گروه تنها ۶۰ کیلومتری با روستوف-نا-دونو در خط مقدم فاصله داشت. عملیات‌های پنج هفته آینده گروه ۳ برفراز این شهر و نواحی شمالی آن در پشتیبانی از نیروی زمینی در مقابله با ضد حملات شدید ارتش سرخ صورت گرفت. ارتش سرخ روز ۲۸ نوامبر روستوف-نا-دونو را پس گرفت اما گروه ۳، با وجود قرار داشتن در زیر حملات توپخانه‌ای و هوایی مداوم، همچنان برای دو هفته دیگر در تاگانروگ باقی ماند.
روز ۲ دسامبر ستوان یکم یوهانس اشتاینهوف، فرمانده اسکادران ۴ از گروه ۲ به نخستین خلبان جناح ۵۲ شکاری با ۵۰ پیروزی هوایی بدل گشت.
در پی متوقف شدن تهاجم ورماخت به مسکو و ناکامی عملیات بارباروسا، با آغاز ضد حمله زمستانی ارتش سرخ دو گروه ۱ و ۲ جناح ۵۲ شکاری، با رها کردن بسیاری از تجهیزات فنی خود، تا دوگینو عقب‌نشینی کردند. همچنین تلفات سنگینی به خدمه زمینی جناح در درگیری با نیروهای دشمن وارد آمد. گروه ۲ از میانه ماه نوامبر سال ۱۹۴۱ تا میانه ماه ژانویه سال ۱۹۴۲ نوزده هواگرد و دوازده خلبان خود را از دست داد. در این زمان تنها ۶ هواگرد غیر عملیاتی برای این گروه باقی مانده بود. گروه ۲ عملیات بارباروسا را با مجموعاً ۱۴۲ خدمه و خلبان آغاز کرد اما انتها تنها ۳۷ نفر در اختیار داشت. هر دو گروه زمستان را در دوگینو به سر بردند سپس اوایل سال ۱۹۴۲ برای استراحت و تجهیز مجدد به یزائو در پروس شرقی فرستاده شدند. گروه ۳ نیز در پی وخامت اوضاع وادار به ترک تاگانروگ و انتقال به خارکوف در غرب در روز ۱۰ دسامبر شد. این گروه هم مابقی زمستان را در خارکوف سپری کرد. روز ۱۸ دسامبر نشان صلیب شوالیه صلیب آهنین به گرهارت کوپن با ۴۰ پیروزی هوایی به عنوان نخستین فرد در گروه ۳، اعطا گشت.
گروه ۳ جناح ۵۲ شکاری که بر خلاف دو گروه دیگر برای استراحت و بازسازی به آلمان بازگردانده نشد، با دستیابی به ۱۳۰ پیروزی هوایی در سه‌ماهه زمستان، تا آخر ماه فوریه سال ۱۹۴۲، موفق‌ترین یگان در سطح خود در قسمت جنوبی جبهه شرقی بود. در همین تنها هواگرد گروه از دست رفتند. به سبب چنین عملکردی نشان‌های عالی متعددی به خلبانان گروه ۳ در این مدت اعطا گشت. استوار گرهارت کوپن با ۷۲ پیروزی هوایی، به عنوان نخستین فرد در جناح ۵۲ شکاری، روز ۲۷ ژانویه سال ۱۹۴۲ به دریافت برگ‌های بلوط نشان صلیب شوالیه نائل آمد. بدین شکل، روز ۷ آوریل سال ۱۹۴۲ شمار مجموع پیروزی‌های هوایی جناح ۵۲ شکاری از مرز ۱۰۰۰ مورد گذر کرد.
روز ۱۳ فوریه چهار خلبان گروه ۳ برای حمله به مواضع ادوات ضدهوایی دشمن راهی گردیدند. پس از انجام مأموریت با وجود بازگشت سه خلبان، ستوان دوم هاینریش فرای‌تاک مفقود شد. چهار روز بعد روزنامه پراوادا شوروی مدعی گشت این خلبان با فرود در آن سوی خط مقدم به این کشور پناهنده شده است. روز ۲۲ فوریه جنگنده-بمب‌افکن‌های آی-۱۶ شوروی هزاران برگه کاغذ را که مصاحبه ادعایی با فرایتاگ در آن نوشته شده بود، را بر پایگاه گروه ۳ در خارکوف ریختند. فرایتاگ پس از جنگ سال ۱۹۴۹ به آلمان مراجعت نمود.

#### مورد آبی
در جریان آماده‌سازی ورماخت برای تهاجم تابستانه در سال ۱۹۴۲ موسوم به مورد آبی، گروه ۲ جناح ۵۲ شکاری، پس از گذراندن حدود سه ماه در آلمان، اواخر ماه آوریل سال ۱۹۴۲، تحت فرماندهی سروان یوهانس اشتاینهوف، به جبهه شرقی بازگشت. سروان اریش وویتکه، فرمانده پیشین این گروه، به اتهام ناتوانی در واکنش سریع به هشدار مبنی بر تهاجم ارتش سرخ به پایگاه یگان که ماه ژانویه سال ۱۹۴۲ به از دست رفتن چندین خلبان و خدمه زمینی منجر شد، در دادگاه نظامی محاکمه گشت.
گروه ۲ روز ۲۹ آوریل در جنوب خارکوف مستقر گشت. همان روز گروه ۳ از زاپوروژه به زوریچتال در کریمه فرستاده شد تا مجدداً یاری‌گر ارتش یازدهم این بار در تسخیر شبه‌جزیره کرچ باشد. این گروه بلافاصله پس از رسیدن عملکرد خوب خود را ادامه داد و در روز ۳۰ آوریل ۲۴ هواگرد دشمن را بدون تحمل هیچ تلفاتی، ساقط ساخت. روز ۵ مه ستوان گرهارت کوپن، بهترین خلبان گروه با ۸۴ پیروزی هوایی، در درگیری با دو هواگرد پی‌ایی-۲ دشمن در شمال شبه‌جزیره کرچ، به درون دریای آزوف سقوط کرد. گفته می‌شود کوپن توسط یک شناور شوروی از آب گرفته شده است اما زان پس هیچ اطلاعاتی از او به دست نیامد. روز ۸ مه گروه ۲ نیز با مأموریت مشابهی قدم در کریمه گذاشت. همان روز تعداد مجموع پیروزی‌های هوایی جناح ۵۲ شکاری به ۱۵۰۰ رسید. اسکادران ۹ گروه ۳ که به اسکادران کارایا شهرت یافت، در عرض دو هفته عمل در آسمان کریمه بدون تحمل هیچ خسارتی، نود و سه پیروزی هوایی کسب نمود. این اسکادران در نهایت بهترین اسکادران جنگنده جنگ نام گرفت.
در پی آغاز حمله پیش‌دستانه ارتش سرخ در ناحیه خارکوف، گروه ۳ روز ۱۲ مه به روگان منتقل گردید. گروه ۲ نیز با فاصله زمانی اندکی، روز ۱۵ مه به یک پایگاه هوایی بزرگ در آرتموفسک در منطقه دونتس در ۲۰۰ کیلومتری جنوب شرقی خارکوف فرستاده شد. پنج روز بعد ستاد جناح و گروه ۱ هم به این پایگاه عازم گشتند. گروه ۱ در این زمان ۴۰ خلبان و ۴۳ جنگنده ب‌اف ۱۰۹ در اختیار داشت. روز بعد گروه ۳ هم به آرتموفسک رفت تا در یکی از معدود دفعات در تمامی تاریخچه عملیاتی آن، تمامی یگان‌های جناح ۵۲ شکاری از یک پایگاه عمل کنند. شمار پیروزی‌های هوایی این جناح از نبرد دوم خارکوف در ماه مه سال ۱۹۴۲ شروع به رشد نجومی کرد به وجهی که گروه ۳ تنها در دو روز ۱۲ و ۱۳ مه توانست ۸۹ هواگرد دشمن را از بین ببرد. سیزده مورد از این پیروزی‌ها مربوط به ستوان دوم هرمان گراف، فرمانده اسکادران ۹ این گروه بود که او را به ۱۰۴ پیروزی هوایی رساند تا نخستین فرد در جناح ۵۲ شکاری با بیش از صد پیروزی هوایی نام بگیرد. گراف روز ۱۹ مه با ۱۰۶ پیروزی هوایی نخستین شمشیرهای صلیب شوالیه را نیز برای جناح ۵۲ شکاری به ارمغان آورد. حدود یک چهارم از پیروزی‌های هوایی گروه ۳ بین ماه‌های ژانویه تا ژوئن سال ۱۹۴۲ مربوط به گراف بود. روز ۳ ژوئن شاهد دست یافتن جناح ۵۲ شکاری به دو هزارمین پیروزی هوایی خود بود. درحالیکه گروه ۱ تا این زمان مجموعاً حدود ۳۰۰ پیروزی هوایی ثبت کرده بود، نیمی از تمامی پیروزی‌هایی جناح مربوط به گروه ۳ آن بود. به هر صورت روز پیش از آن سرگرد ویلهلم لسمان، فرمانده جناح با آتش ضدهوایی دشمن در نزدیکی ولژانسک ساقط و کشته شد. تنها هشت روز بعد سرهنگ دوم فریدریش بک، جانشین فرمانده پیشین نیز در حال حمله به مواضع زمینی شوروی در کوپیانسک مفقود گشت. در نهایت روز ۲۸ ژوئن سروان هربرت ایلفلت در این مقام قرار گرفت. روز ۱۵ ژوئن استوار لئوپولت اشتاینباتس با ۹۹ پیروزی هوایی هم قربانی آتش ضدهوایی ارتش سرخ شد. شمشیرهای صلیب شوالیه پس از مرگ به او اعطا گردید تا نخستین درجه‌دار در تمامی ورماخت شود که این نشان عالی را دریافت کرده است. جناح ۵۲ شکاری در شش‌ماهه نخست سال ۱۹۴۲ مجموعاً ۵۰ هواگرد خود را از دست داد که ۳۶ مورد از آن در دو ماه مه و ژوئن اتفاق افتاد.
مورد آبی در نهایت روز ۲۸ ژوئن در خط مقدمی به طول ۸۰۰ کیلومتر از کورسک در شمال تا دریای آزوف در جنوب آغاز شد. جناح ۵۲ از پایگاه‌های هوایی خود در شرق خارکوف پشتیبان مرحله نخست پیشروی بود. درگیری‌های شدید هوایی در این زمان به وقوع پیوست و تا روز ۱ ژوئیه چهار تن دیگر خلبانان جناح نشان صلیب شوالیه را دریافت کردند. یک هفته بعد شمار مجموع پیروزی‌های هوایی گروه ۱ به ۵۰۰ مورد رسید.
گروه ۳ روز ۱۰ ژوئیه به خارکوف بازگردانده شد تا تبدیل هواگردهای خود به مدل ب‌اف ۱۰۹اف را شروع کند. ده روز بعد گروه ۲ نیز هواگردهای ب‌اف ۱۰۹ایی خود را به گروه ۱ تحویل داد تا جهت این تغییر به خارکوف برود. مدت اندکی بعد این موضوع برای گروه ۱ هم صورت پذیرفت.

هرمان گراف

روز ۲۳ ژوئیه تصمیم به پیشروی نیروهای آلمانی در دو محور به سمت قفقاز در جنوب و استالینگراد در شرق گرفته شد. جناح ۵۲ شکاری در این زمان در حوالی روستوف-نا-دونو قرار داشت. مقرر گردید گروه ۲ و ۳ جناح گروه ارتش آ را به سمت قفقاز همراهی کند و گروه ۱ بنابر نیاز در نقاط مختلف حضور داشته باشد. به هر صورت با توجه به وسعت منطقه یگان‌های جناح دیگر مجاورت چندانی به یکدیگر نداشتند و حتی در سطح اسکادران به صورت نیمه‌مستقل عمل می‌کردند. در میانه ماه اوت، گروه ۲ در محوری غربی‌تر، پشتیبان ارتش هفدهم در حرکت به سمت چاه‌های نفت مایکوپ بود و گروه ۳ در محوری غربی‌تر، پیشروی ارتش یکم زرهی در جهت جنوب غربی به سمت دریای خزر را پوشش می‌داد. گروه ۱ نیز با اتصال به جناح ۵۱ شکاری، به نزدیکی رژف در ۱۷۰ کیلومتری غرب مسکو منتقل گشت. نیروهای آلمانی تا روز ۲۷ اوت خود را به موزدوک در کرانه رود تِرِک در ۱۲۰ کیلومتری شمال غربی گروزنی رساندند. گروه ۳ با فاصله اندکی سرنیزه زرهی ورماخت را دنبال می‌کرد و همان روز در پایگاه گوستانوفکا در این شهر مستقر شد. نیروی هوایی شوروی فعالیت زیادی در این ناحیه نشان می‌داد که منجر به درگیری‌های بسیاری شدیدی در پاییز سال ۱۹۴۲ در مناطق جنوبی شد. در همین حال از روز ۹ اوت اسکادران ۶ گروه ۲ و اسکادران ۹ گروه ۳ در یگانی واحد موسوم به «فرماندهی استالینگراد» تحت هدایت جناح ۳ شکاری، هجوم ارتش ششم از خم رود دن به سمت استالینگراد را پشتیبانی می‌نمود. این یگان روز ۱۳ سپتامبر در پایگاه هوایی پیتومنیک در تنها ۱۵ کیلومتری غرب استالینگراد قرار گرفت. هرمان گراف، فرمانده اسکادران ۹ روز ۴ سپتامبر، پس از سرگرد گوردون گولوب از جناح ۷۷ شکاری، به دومین خلبان جنگنده در تاریخ با ۱۵۰ پیروزی هوایی بدل گردید. با رسیدن این مقدار به ۱۷۲ مورد در روز ۱۶ سپتامبر، گراف مدتی برترین خلبان جنگنده لوفت‌وافه بود و نشان الماس‌های صلیب شوالیه، عالی‌ترین نشان افتخار نظامی در رایش سوم را، برای نخستین بار در جناح ۵۲ شکاری، دریافت کرد.
با جای گرفتن گروه ۱ در پیتومنیک، دو اسکادران مستقر در آن روز ۲۸ سپتامبر به ناحیه تِرِک فرستاده شدند. در این موقعیت، چهار روز بعد هرمان گراف، با دستیابی به رکوردی دیگر، به نخستین خلبان در جهان با ۲۰۰ پیروزی هوایی تبدیل گردید؛ به هر صورت این معنای ممنوعیت بلافاصله هر گونه پرواز رزمی دیگر برای او بود. به هر صورت ستوان دوم اریش هارتمان که در نهایت برترین خلبان جنگنده تاریخ نام گرفت، روز ۸ اکتبر به جناح ۵۲ شکاری پیوست و در اسکادران ۷ گروه ۳ آن قرار گرفت.
روز ۱ نوامبر سرگرد دیتریش هراباک، فرمانده پیشین گروه ۳، رسماً فرماندهی جناح ۵۲ شکاری را از هربرت ایلفلت مجروح‌شده تحویل گرفت. ایلفلت روز ۲۲ ژوئیه در حال پرواز با هواگرد رابط اشتورش مورد حمله جنگنده‌های دشمن قرار گرفته و به شدت زخمی شده بود. هراباک از آن زمان فرماندهی موقت جناح را بر عهده داشت. در این درحال نبرد استالینگراد در خرابه‌های این شهر به اوج خود رسید. به هر صورت روز ۵ نوامبر به گروه ۱ دستور داده شد هواگردهای ب‌اف ۱۰۹ باقیمانده خود را به جناح ۳ شکاری بسپارد و خود برای تسلیح مجدد به روستوف-نا-دونو برود.
نبرد استالینگراد
با آغاز ضد حمله گسترده ارتش سرخ از روز ۱۹ نوامبر برای به محاصره انداختن ارتش ششم ورماخت در استالینگراد، گروه ۲ به سرعت به ناحیه رود دن اعزام شد تا به نیروهای ارتش چهارم رومانی که در جناح جنوبی به شدت تحت فشار دشمن بودند، یاری برساند. به هر صورت ارتش ششم در نهایت به محاصره نیروهای شوروی افتاد. گروه ۲ تا پایان سال در جنوب غربی استالینگراد باقی ماند. جناح ۵۲ شکاری روز ۱۰ دسامبر ۴۰۰۰امین هواگرد دشمن را منهدم کرد. در جریان عملیات تهاجمی ارتش چهارم زرهی ورماخت از روز ۱۲ دسامبر برای شکستن حلقه محاصره، گروه ۲ جهت پشتیبانی از آن به یک پایگاه هوایی در فاصله ۱۵۰ کیلومتری از استالینگراد منتقل شد. سرگرد فون بونین با دریافت صلیب شوالیه صلیب آهنین در روز ۲۱ دسامبر برای پنجاه و یکمین پیروزی هوایی خود در ناحیه مایکوپ، آخرین نشان جناح در سال ۱۹۴۲ را به دست آورد. به هر حال تلاش برای شکستن محاصره استالینگراد در نهایت به نتیجه‌ای نرسید. در حالی که تانک‌های دشمن به فاصله چهار کیلومتری پایگاه هوایی گروه ۲ در کوتلنیکوفسکی در جنوب غربی استالینگراد رسیده بودند، این گروه وادار به تخلیه پایگاه در روز ۲۷ دسامبر شد. هواگردهای آن رو به جنوب غربی، به پایگاه سالسک در ۲۴۰ کیلومتری جنوب شرقی روستوف رفتند. گروه ۳ نیز مدتی بعد از قفقاز به این گروه پیوست. این یگان‌ها یک ماه بعدی را در حال پوشش عقب‌نشینی نیروهای زمینی از قفقاز به سمت شمال پیش از افتادن آن‌ها در محاصره، بودند.

#### عملیات‌های سال ۱۹۴۳
نبرد سوم خارکوف
در این حال، گروه ۱ در ناحیه خارکوف مستقر بود. سروان یوهانس ویزه و گروهبان یکم ویلهلم فرویوورت از این گروه، به ترتیب برای ۵۱ و ۵۶ پیروزی هوایی، روز ۵ ژانویه دو نشان صلیب شوالیه نخست جناح در سال ۱۹۴۳ را دریافت کردند. نیمه دوم ماه ژانویه در دو مورد نزدیک بود با سقوط پایگاه‌های آن در روسوش و اورازوو در اثر حمله تانک‌ها و سواره‌نظام دشمن، گروه ۱ منهدم شود که به هر صورت قادر به گریز شد. در مورد دوم پایگاه به محاصره افتاد. درحالی‌که تنها یک هواگرد ترابری یو ۳/۵۲ام در دسترس بود، جنگنده وادار شدند سر مکانیک‌های خود را نیز به گونه‌ای در هواگرد جای دهند و به پرواز درآیند. با مقاومت خدمه توپ‌های ضدهوایی تعدادی دیگر از خدمه زمینی نیز توانستند پیاده از محل خارج شوند و پس از سه روز راهپیمایی سخت در شرایط سخت زمستانی، به نزدیک‌ترین یگان نیروی زمینی در فاصله ۱۲۰ کیلومتری برسند. اعضای گروه ۱ اوایل ماه فوریه شمال خارکوف مجدداً گرد آمدند. در جریان نبرد سوم خارکوف که شاهد سقوط خارکوف و باز پس‌گیری آن بود، گروه ۱ با عمل از ناحیه مثلث خارکوف-بلگورود-پولتاوا، رزم‌های دشواری را تا میانه ماه مه تجربه کرد. در این مدت، سرگرد اشتاینهوف، با بیش از ۱۵۰ پیروزی هوایی، گروه ۲ را ترک کرد تا فرماندهی جناح ۷۷ شکاری در مدیترانه را در دست بگیرد. سروان هلموت کوله جانشین او در فرمانده گروه ۲ شد.
سرپل کوبان
با وجود عقب‌نشینی نیروها از قفقاز، مقرر شد ارتش هفدهم، جهت عملیات‌های تهاجمی آینده، جای پای خود در شبه‌جزیره کوبان در شمال غربی قفقاز را به هر قیمتی حفظ کند. جناح ۵۲ شکاری مشغول رزم هوایی در آسمان این سر پل بود. ستاد جناح و گروه ۲ آن از روز ۱۵ و ۱۶ فوریه حوالی شهر کرچ در منتهی‌الیه شرقی شبه‌جریزه کریمه مستقر بودند و فرودگاه‌های خط مقدم استفاده می‌کردند. از این موقعیت مأموریت اولیه آن‌ها گشت‌زنی بر فراز تنگه کرچ جهت محافظت از یگان‌های نیروی دریایی در حال تدارکات‌رسانی به ارتش هفدهم و تخلیه مجروحان آن، بود. این مأموریت به شکل میانگین با ۲۰ هواگرد عملیاتی صورت می‌گرفت.

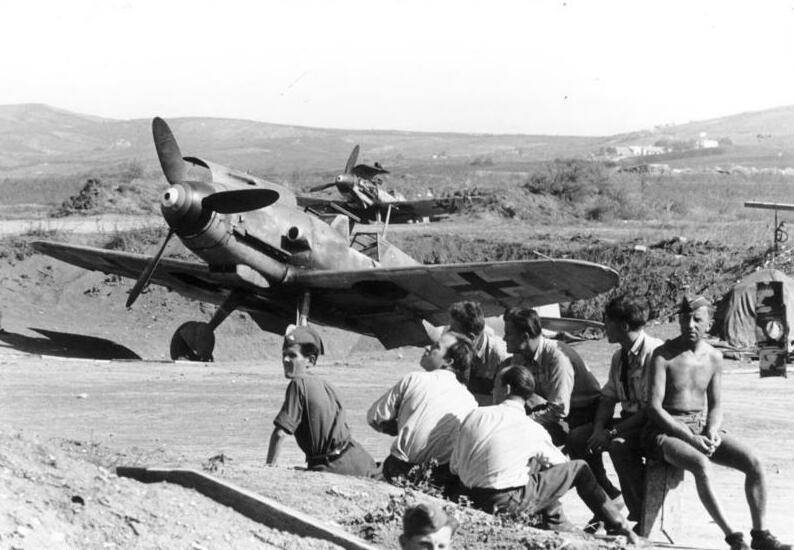
جنگنده ب‌اف ۱۰۹ گه-۳ گروه ۲ در آناپا

با فرا رسیدن فصل بهار و بهبود شرایط فرودگاه‌ها، گروه ۲ با عبور از تنگه کرچ به جانب شرق، روز ۱۳ مارس به آناپا در شبه‌جزیره تامان رفت. گروه ۳ موقتاً جای آن را در شبه‌جزیره کرچ گرفت و سپس خود روز ۱ آوریل به تامان منتقل شد. ستاد جناح ۹ روز دیگر و گروه ۱ از جنوب خارکوف نیز روز ۱۶ مه به آن‌ها پیوستند. برای شش هفته آینده، تا اوایل ماه ژوئیه، جناح ۵۲ شکاری تمامی توان خود را بر پشتیبانی از دفاع ارتش هفدهم متمرکز کرد. با ۵۶ پیروزی هوایی بر فراز ناحیه نووروسیسک در کرانه دریای سیاه، شمار مجموع پیروزی‌های هوایی جناح روز ۲۰ آوریل از ۵۰۰۰ مورد گذشت. با این حال، تلفات رو به افزایش آن، مخصوصاً در میان فرماندهان با تجربه زیر یگان‌ها، باعث نگرانی بود. جناح بین ماه‌های آوریل تا ژوئن سال ۱۹۴۳ مجموعاً ۲۳ خلبان خود را به صورت کشته یا مفقود و ۱۴ تن دیگر را به صورت مجروح از دست داد. سرگرد هلموت بنمان، فرمانده گروه ۱ میان این افراد بود که روز ۱۰ مه به شدت زخمی شد و از فرماندهی یگان خود بازماند.
به هر صورت در نهایت حفظ سرپل کوبان مُیَسر نشد و ارتش هفدهم تا فصل پائیز رفته‌رفته وادار به عقب‌نشینی از را تنگه کرچ به کریمه شد.
نبرد کورسک
ستاد و گروه‌های ۱ و ۳ جناح در آغاز ماه ژوئیه سال ۱۹۴۳ از کوبان به اوکراین منتقل شدند. این یگان‌ها برای مشارکت در سومین تهاجم تابستانه ورماخت در جبهه شرقی در نظر گرفته شده بودند. بدین منظور عملیات سیتادل در ناحیه کورسک اجرا می‌شد. مأموریت اصلی یگان‌های شکاری محافظت از لشکرهای زرهی ورماخت در برابر حملات هواگردهای تهاجمی دشمن بود. جنگنده‌های لوفت‌وافه تنها در روز نخست عملیات، ۵ ژوئیه، مجموعاً ۴۳۲ هواگرد دشمن را سرنگون کردند. از این میزان ۱۲ مورد مربوط به سروان یوهانس ویزه، فرمانده موقت گروه ۱ جناح ۵۲ شکاری و ۱۱ مورد مربوط به ستوان یکم والتر کروپینسکی از اسکادران ۷ این جناح بود. در این زمان مجموع پیروزی‌های هوایی اسکادران ۷ جناح در طول جنگ به ۷۵۰ مورد رسید. دو روز بعد ستوان یکم پاول-هاینریش دِنه از اسکادران ۲ یک هواگرد یک پیروزی کسب کرد تا همزمان هشتصدمین مورد از پیروزی‌های گروه ۱ و همچنین شش هزارمین پیروزی جناح ۵۲ شکاری حاصل شود. همان روز ستوان یکم کروپینسکی زخمی شد و ستوان دوم اریش هارتمان موقتاً جای او را در فرماندهی اسکادران ۷ پر کرد.
به هر صورت عملیات آلمانی‌ها در ناحیه کورسک موفقیت‌آمیز نبود و در نهایت پیش از رسیدن به اهداف، روز ۱۳ ژوئیه متوقف شد. در پی ضدحمله قدرتمند ارتش سرخ در ناحیه اوریول، گروه ۳ جناح به این ناحیه فرستاده شد تا در کار مقابله با آن یاری‌رسانی کند. گروه ۱ به پولتاوا رفت. با پیشروی دشمن در تمامی طول خط مقدم، هر یک از این دو گروه دو ماه آینده بیش از ده بار در نقاط مختلف درگیری‌ها جابه‌جا شدند. جناح ۵۲ شکاری در طول ماه ژوئیه سال ۱۹۴۳ متحمل ۲۹ تلفات شد که معادل یک سوم توان عملیاتی آن زمان آن بود. به هر صورت، با وجود ناکامی‌های ورماخت بر روی زمینی، موفقیت‌های جناح ۵۲ شکاری در آسمان همچنان ادامه داشت. سرگرد هراباک، فرمانده جناح روز ۲ اوت صدمین پیروزی هوایی خود را به دست آورد. روز بعد شمار پیروزی‌های هارتمان به ۵۰ مورد رسید. هارتمان در عرض دو هفته بعدی این مقدار را تقریباً دو برابر کرد و به ۹۰ مورد افزایش داد. هواگرد هارتمان روز ۲۰ اوت در اثر اصابت تکه‌های جدا شده از یکی هواگردهای قربانی او، خود سرنگون شد. هارتمان که پشت خطوط ارتش سرخ افتاده بود، به اسارت درآمد اما با تمارض به جراحت توانست بگریزد و روز بعد به خط خودی بازگردد.
اواخر ماه اوت سال ۱۹۴۳ گروه ۲ جناح هم از کوبان به اوکراین بازگشت. این گروه در این مدت پنج‌ماهه در حال پشتیبانی از ارتش هفدهم بود. با بازگشت گروه ۲، هر سه گروه جناح ۵۲ شکاری در پایگاه هوایی بزرگی در شرق استالینو دوباره به یکدیگر پیوستند. روز ۲۹ اوت سروان گونتر رال، فرمانده گروه ۳ به عنوان سومین فرد لوفت‌وافه، به دویستمین پیروزی هوایی دست یافت. روز ۱۲ سپتامبر شمشیرهای صلیب شوالیه از این بابت به او اعطا شد. در روی دیگر جنگ، ستوان دوم برتهولت کورتس، فرمانده و بهترین خلبان اسکادران ۹ کارایا در این زمان با ۱۱۳ پیروزی، در ناحیه خارکوف مفقود شد. هارتمان جانشین او در فرماندهی این اسکادران گردید.
نبرد در کریمه
آلمانی‌ها ماه سپتامبر سال ۱۹۴۳ شروع به تخلیه ناحیه دونتس کردند. جناح ۵۲ شکاری هم به تبع، وادار به انتقال به پایگاه‌های غربی‌تر در اطراف پولتاوا و کی‌یف شد. گروه ۱ جناح روز ۱۶ سپتامبر برای پوشش تخلیه ارتش هفدهم از کوبان، به پایگاه تامان منتقل شد. تخلیه این موضع تا روز ۹ اکتبر به طول انجامید و گروه ۱ در تمامی این مدت از آن حفاظت می‌کرد. این گروه اواخر از پایگاه ۴ کرچ در آن سوی تنگه عمل می‌کرد. این کار شامل حفاظت از هواگردهای یو ۵۲ که مشغول مین‌روبی تنگه کرچ و باز نگاه داشتن این گذرگاه پنج کیلومتری بودند، نیز می‌شد.
ارتش هفدهم توانست از کوبان خارج شود اما مدتی بعد در کریمه گرفتار شد. ارتش سرخ با پیشروی در کرانه شمالی دریای آزوف، روز ۳۰ اکتبر سال ۱۹۴۳ به تنگه پرکوپ در شمال کریمه رسید و اتصال زمینی نیروهای آلمانی مستقر در این شبه‌جزیره را با بیرون قطع کرد. فرماندهی عالی آلمان که نمی‌خواست با از دست رفتن کریمه میدان‌های نفتی رومانی به خطر بیفتند، دستور به پایداری به هر قیمتی در این موضع داد. بدین شکل ستاد و گروه ۲ جناح ۵۲ شکاری هم برای حفظ کریمه روز ۲۹ اکتبر به آن‌جا منتقل شدند. گروه ۳ در مجاورت رود دنیپر در اوکراین ماند.